# Holbæk
Holbæk (výslovnost [ˈhʌlˀpek]) je město v Dánsku při severním pobřeží ostrova Sjælland. Nachází se u stejnojmenného fjordu, asi 66 km západně od Kodaně. Město je střediskem stejnojmenné komuny. V roce 2023 zde žilo 29 960 obyvatel, díky čemuž se Holbæk řadí mezi třicet největších dánských měst.
První písemná zmínka o městě Holbæk pochází z 8. června 1199. Kolem města prochází dálnice 21, přímo městem primární silnice 57 a sekundární silnice 155. Ve městě se nachází kostel svatého Mikuláše a větrný mlýn. Město se dělí na několik čtvrtí, mezi které patří např. Allerup a Tjebberup.